# Grant Kirkhope
Grant Kirkhope (Edinburgh, Groot-Brittannië, 10 juli 1962) is een Britse componist van computerspellen. Hij is met name bekend geworden door zijn werk bij ontwikkelaar Rare Ltd., waar hij de soundtrack van onder andere de Banjo-Kazooie en Viva Piñata reeks heeft geschreven. Andere bekende Rare-spellen onder zijn naam zijn GoldenEye 007, Donkey Kong 64 en Perfect Dark.

## Biografie
Kirkhope werd geboren in Edinburgh, waar zijn moeder als danseres werkte. Zijn vader was een groot muziekliefhebber en maakte hem bekend met muziek van onder andere Frank Sinatra en Glenn Miller. Sinds zijn vijfde werd Kirkhope grootgebracht in Knaresborough, daar ging hij naar King James's School. Hij kreeg als kind trompetles en leerde op 11-jarige leeftijd zichzelf gitaar spelen.
Nadat hij als klassieke trompettist had afgestudeerd aan de Royal Northern College of Music, heeft hij tien jaar lang in diverse pop-, rock- en metalbandjes gespeeld. Hij speelde toen als trompettist in onder andere Zoot and the Roots (met saxofonist Snake Davis) en Little Angels. Dit laatste bandje speelde als openingsact voor meerdere bekende rockbands, waaronder Van Halen. In die periode kreeg hij van Eddie van Halen een gitaar, die Kirkhope tot op heden gebruikt voor zijn composities. Na zijn bandcarrière werd hij componist voor Rare.
Inmiddels woont hij met zijn vrouw en twee kinderen in Agoura Hills, waar hij als freelancer aan computerspellen en korte films werkt.

## Rare
Kirkhope was voor zijn carrière als computerspelcomponist al bevriend met Robin Beanland, een van de componisten van het toenmalige Rareware. Omdat Kirkhope tijdens zijn carrière als bandmuzikant het financieel zwaar had, stelde Beanland aan hem voor om ook bij Rareware te solliciteren. In 1995 werd hij bij Rare aangenomen, dat toen nog exclusief spellen voor Nintendo systemen ontwikkelde.
Zijn eerste opdracht was het omzetten van de soundtrack van het zojuist uitgebrachte Super Nintendo spel Donkey Kong Country 2 naar de Game Boy voor het spel Donkey Kong Land 2 (oorspronkelijk gecomponeerd door David Wise). Vervolgens hielp hij zijn collega Graeme Norgate, die het te druk had met het tegelijkertijd componeren van de spellen GoldenEye 007 en Blast Corps voor de Nintendo 64. Uiteindelijk nam Kirkhope de soundtrack van GoldenEye 007 geheel van hem over, terwijl Norgate zich volledig op Blast Corps richtte. Het eerste spel waarvoor uitsluitend zijn eigen composities werd geschreven was het geschrapte Project Dream voor de Super Nintendo, de voorganger van Banjo-Kazooie voor de Nintendo 64. Sindsdien heeft hij ook sounddesign en voice-over werk gedaan, en was lange tijd de stem van Donkey Kong.
Nadat Rare werd overgenomen door Microsoft heeft Kirkhope er nog zes jaar gewerkt. In deze periode werkte hij onder andere aan Viva Piñata, het spel waarbij hij voor het eerst gebruikmaakte van een live orkest. Hij was daarnaast betrokken bij het casten van de stemacteurs voor de Viva Piñata-cartoon. Zijn laatste bijdrage aan Rare was zijn composities voor de spellen Banjo-Kazooie: Nuts & Bolts en Viva Piñata: Trouble in Paradise voor de Xbox 360. Hij diende in 2008 bij Rare zijn ontslag in, naar eigen zeggen omdat hij het bij het bedrijf niet meer naar zijn zin had.

## Freelance
Na zijn vertrek bij Rare zette Kirkhope zijn carrière voort als freelancer. Zijn eerste taak was om samen met Mark Cromer aan de soundtrack van het RPG spel Kingdoms of Amalur: Reckoning te werken. Omdat Kirkhope interesse kreeg in het componeren van filmscores, besloot hij kort daarna in 2012 met zijn familie naar Los Angeles te verhuizen vanwege de daar gevestigde filmindustrie. Hij is een groot bewonderaar van filmcomponisten als Danny Elfman en John Williams. Inmiddels heeft hij muziek geschreven voor diverse korte films.
Bekende computerspellen waar hij als freelancer voor heeft geschreven zijn onder andere Yaiba: Ninja Gaiden Z, Civilization: Beyond Earth, Dropzone en Yooka-Laylee. In 2014 werd hij door spelregisseur Davide Soliani van Ubisoft Milan benaderd om te werken aan Mario + Rabbids Kingdom Battle en de daaropvolgende Donkey Kong DLC, en werkte daarmee voor het eerst sinds de overname van Rare weer voor een Nintendospel. Daarnaast heeft hij in 2019 een arrangement van Spiral Mountain geschreven voor de Banjo-Kazooie DLC van Super Smash Bros. Ultimate, en is daarmee de eerste niet-Japanse componist die nieuwe muziek voor de Super Smash Bros. reeks heeft mogen schrijven.

## Soundtracks

### Computerspellen
| Bedrijf    | Titel                                    | Jaar        | Opmerking                                                                      |
| ---------- | ---------------------------------------- | ----------- | ------------------------------------------------------------------------------ |
| bij Rare   | Killer Instinct 2/Gold                   | 1996        | Speelde live gitaar en trompet                                                 |
| bij Rare   | Donkey Kong Land 2                       | 1996        | Omzetten van David Wise's Donkey Kong Country 2: Diddy's Kong Quest soundtrack |
| bij Rare   | Project Dream                            | Geannuleerd | Voorganger van Banjo-Kazooie                                                   |
| bij Rare   | GoldenEye 007                            | 1997        | Met Graeme Norgate en Robin Beanland                                           |
| bij Rare   | Banjo-Kazooie                            | 1998        |                                                                                |
| bij Rare   | Donkey Kong 64                           | 1999        |                                                                                |
| bij Rare   | Perfect Dark                             | 2000        | Met Norgate en David Clynick                                                   |
| bij Rare   | Banjo-Tooie                              | 2000        |                                                                                |
| bij Rare   | Star Fox Adventures                      | 2002        | Speelde live gitaar                                                            |
| bij Rare   | Grabbed by the Ghoulies                  | 2003        |                                                                                |
| bij Rare   | Viva Piñata                              | 2006        | Met Steve Burke                                                                |
| bij Rare   | Viva Piñata: Trouble in Paradise         | 2008        | Met Steve Burke                                                                |
| bij Rare   | Banjo-Kazooie: Nuts & Bolts              | 2008        | Met Robin Beanland en David Clynick                                            |
| Freelancer | Kingdoms of Amalur: Reckoning            | 2012        | Met Mark Cromer                                                                |
| Freelancer | Fart Cat!                                | 2012        |                                                                                |
| Freelancer | Cityville 2                              | 2012        |                                                                                |
| Freelancer | Desktop Dungeons                         | 2013        | Met Danny Baranowsky                                                           |
| Freelancer | Castle of Illusion Starring Mickey Mouse | 2013        | Originele composities door Shigenori Kamiya                                    |
| Freelancer | Puzzle Charms                            | 2014        |                                                                                |
| Freelancer | Yaiba: Ninja Gaiden Z                    | 2014        |                                                                                |
| Freelancer | Civilization: Beyond Earth               | 2014        | Met Geoff Knorr, Michael Curran en Griffin Cohen                               |
| Freelancer | The Enchanted Cave 2                     | 2014        |                                                                                |
| Freelancer | Civilization: Beyond Earth - Rising Tide | 2015        | Met Geoff Knorr en Griffin Cohen                                               |
| Freelancer | Ghostbusters                             | 2016        |                                                                                |
| Freelancer | Dropzone                                 | 2017        |                                                                                |
| Freelancer | Yooka-Laylee                             | 2017        | Met David Wise en Steve Burke                                                  |
| Freelancer | Mario + Rabbids Kingdom Battle           | 2017        |                                                                                |
| Freelancer | A Hat in Time                            | 2017        | Gastcomponist                                                                  |
| Freelancer | Tangledeep                               | 2017        | Gastcomponist                                                                  |
| Freelancer | Yooka-Laylee and the Impossible Lair     | 2019        | Met David Wise, Dan Murdoch en Matt Griffin                                    |
| Freelancer | Super Smash Bros. Ultimate               | 2019        | "Spiral Mountain" arrangement                                                  |
| Freelancer | Interstellar Space: Genesis              | 2019        | Met Ryan McQuinn                                                               |
| Freelancer | Mario + Rabbids: Sparks of Hope          | 2022        |                                                                                |
| Freelancer | Hex Heroes                               | TBA         |                                                                                |
| Freelancer | Lobodestroyo                             | TBA         | Gastcomponist                                                                  |

### Film
| Jaar | Titel                              | Opmerking                        |
| ---- | ---------------------------------- | -------------------------------- |
| 2015 | We Sit. We Drink. No Guns.         | Korte film                       |
| 2017 | Mulva Lends a Hand                 | Korte film                       |
| 2017 | How to Apply for a Sexual Position | Korte film                       |
| 2017 | Heavy Flow                         | Korte film                       |
| 2017 | Killer Charm                       | Korte film                       |
| 2018 | Roadmap Jerusalem                  | Korte film                       |
| 2018 | Hammer Jackson                     | Korte film                       |
| 2018 | The Wrong Rock                     | Korte film                       |
| 2020 | Shadows                            |                                  |
| 2020 | The King's Daughter                | Met John Coda en Joseph Metcalfe |

### Voice-over werk
| Jaar | Titel                                       | Rol(len)                                                                     |
| ---- | ------------------------------------------- | ---------------------------------------------------------------------------- |
| 1998 | Banjo-Kazooie                               | Mumbo Jumbo, Jinjo, Captain Blubber, Gruntlings, Flower Urns, The Jinjonator |
| 1999 | Donkey Kong 64                              | Donkey Kong, Kroc                                                            |
| 2000 | Banjo-Tooie                                 | Mumbo Jumbo, Jamjars, Jinjo, Captain Blubber, King Jingaling                 |
| 2003 | Grabbed by the Ghoulies                     | Cursed Mummy, Zombie Pirates                                                 |
| 2003 | Donkey Kong Country                         | Donkey Kong                                                                  |
| 2003 | Mario Golf: Toadstool Tour                  | Donkey Kong                                                                  |
| 2003 | Mario Kart: Double Dash                     | Donkey Kong                                                                  |
| 2004 | Mario vs. Donkey Kong                       | Donkey Kong                                                                  |
| 2004 | Mario Golf: Advance Tour                    | Donkey Kong                                                                  |
| 2004 | Donkey Kong Country 2                       | Donkey Kong                                                                  |
| 2006 | Mario vs. Donkey Kong 2: March of the Minis | Donkey Kong                                                                  |
| 2006 | Viva Piñata                                 | Barkbark, Cocoadile, Elephanilla, Rashberry                                  |
| 2008 | Viva Piñata: Trouble in Paradise            | Barkbark, Cocoadile, Elephanilla, Rashberry                                  |
| 2008 | Banjo-Kazooie: Nuts and Bolts               | Jamjars                                                                      |
| 2009 | Mario vs. Donkey Kong: Minis March Again!   | Donkey Kong                                                                  |
| 2017 | Macbat 64                                   | Monkey                                                                       |

- International Standard Name Identifier: 0000 0001 3164 3277
- MusicBrainz: 3237b5a8-ae44-400c-aa6d-cea51f0b9074